# Дюйм
Дюйм (від нід. duim; англ. inch, скор. in, умовне позначення " — подвійний штрих) або цаль (від нім. Zoll) — одиниця вимірювання довжини в Англійській системі мір та американських системах вимірювання. Походить від стародавньої римської унції (лат. uncia). У багатьох системах сприймається як довжина зігнутої фаланги великого пальця. Довжина одиниці різнилася в часі, залежно від країни чи регіону (2,4—3 см); але з 1958 року, після міжнародної стандартизації, була встановлена уніфікована величина, яка спирається на метричну систему — 2,54 см точно.

## Використання
Дюйми широко використовуються як звична одиниця довжини в США, Канаді та Великій Британії. Він також використовується в Японії для електронних компонентів, особливо для екранів дисплеїв. Керівництво по використанню в державному секторі Великої Британії встановлює, що з 1 жовтня 1995 року і без обмеження часу дюйми (разом із футами) використовуються як первинна одиниця для дорожніх знаків і пов'язаних з ними вимірювань відстаней з можливим виключенням для величин ширини й висоти проміжків. Також він може продовжувати використовуватися як вторинна одиниця для додаткового позначення метричних розмірів у інших випадках.
Міжнародним стандартом для дюймів встановлено позначення in (див. ISO 31-1, додаток А), але традиційно дюйми позначаються подвійним штрихом і фути одинарним. На практиці для замість цього часто використовують апострофи. Наприклад, три фути і два дюйми можуть бути записані як 3′ 2″ або, за допомогою апострофів, як 3’ 2’’. Це позначення схоже на те, яке використовується для першого та другого розбиття години на хвилини та секунди і градуса на мінути та секунди одним та двома штрихами відповідно.
Дробові значення розмірів у дюймах записують, як правило, за допомогою діадичних дробів з непарним чисельником. Наприклад, два цілих і три восьмих дюйми будуть записані як 2+3/8″, а не як 2,375″ чи 2+6/16″.

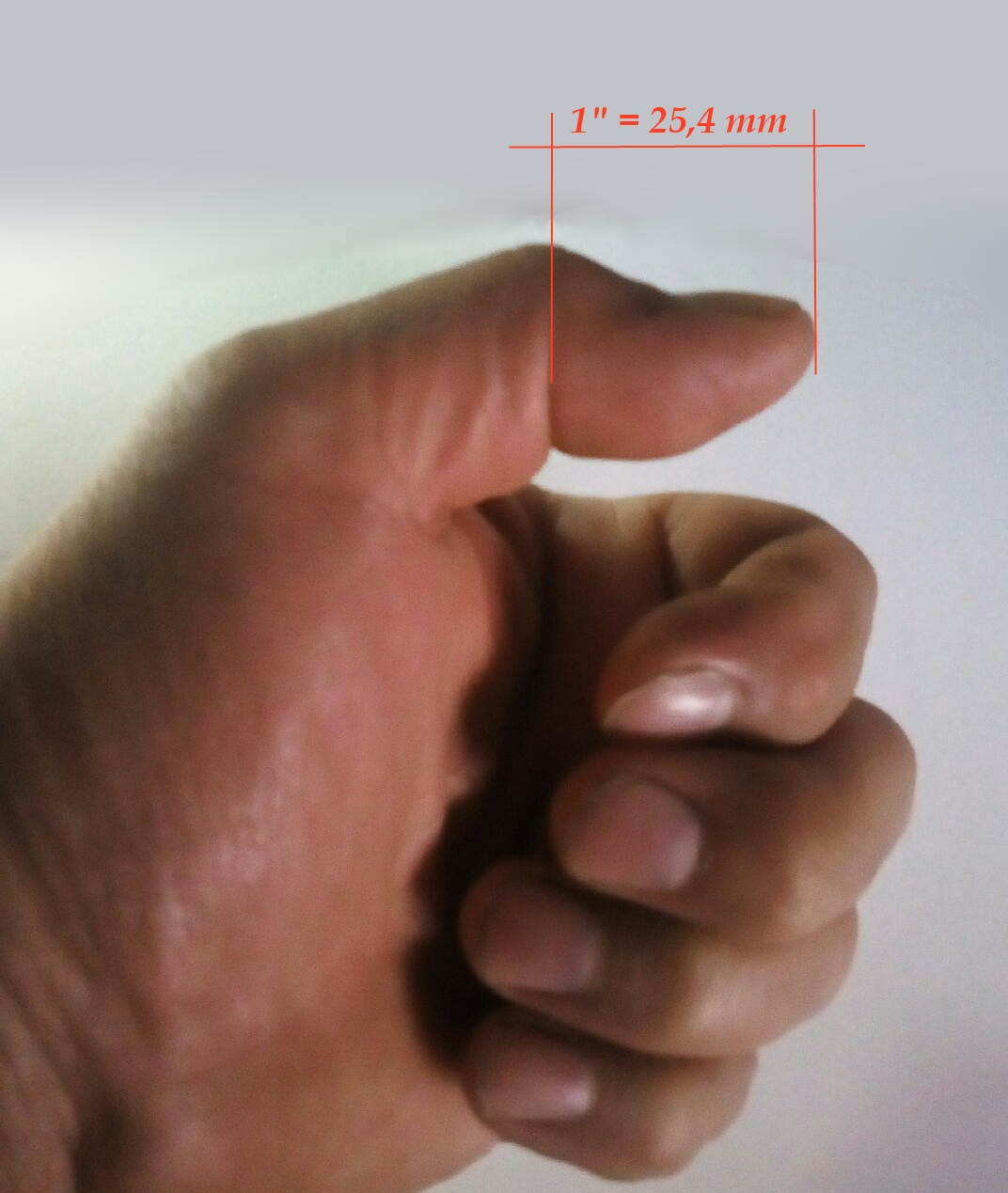
Наочна ілюстрація одиниці вимірювання Дюйм (укр. Палець)

1 міжнародний дюйм становить:
- 1000 мілів
- 100 пунктів
- 72 типографських пункти
- 10 або 12 ліній
- 6 комп'ютерних пік[en]
- 3 ячмінних зерна[en]
- 2,54 сантиметри точно (1 см = 0,3937008 дюйма)
- 1/3 або 0,33(3) долоні[en]
- 1/4 або 0,25 хенда
- 1/12 або 0,0833(3) фута
- 1/36 або 0,0277(7) ярда

## Історія
Найперша згадка про дюйм в Англії стосується VII століття і відома із закону Етельберта, що зберігся у рукопису XII сторіччя. Параграф LXVII встановлює штрафи за поранення різної тяжкості: один дюйм — один шилінг, два дюйми — два шилінги і так далі.
Англосаксонською одиницею довжини було ячмінне зерно. Після 1066 року 1 дюйм дорівнював трьом ячмінним зернам. Це визначення діяло протягом декількох століть, а ячмінне зерно (англ. barleycorn) залишалося базовою одиницею. Одним із ранніх таких визначень було наведене у статуті Едуарда II: «три зерна ячменю, сухих і круглих, розміщених у довжину кінцем до кінця».
Подібні визначення наводяться також в англійських та уельських середньовічних трактатах. Одне з них, датоване першою половиною X століття, міститься в законах Хівела ап Кадела, які витіснили закони Дунвало Молмутського, де було ще більш раннє визначення дюйма в Уельсі. Обидва визначення, як записано в Стародавніх законах і інститутах Уельсу (англ. Ancient Laws and Institutes of Wales, том 1, сторінки 184, 187, 189), були «три довжини ячмінного зерна є дюйм» (англ. three lengths of a barleycorn is the inch).
Король Шотландії Давид I у своєму «Статуті мір і ваг» (близько 1150 року), як кажуть, визначав дюйм як ширину великого пальця усередненої людини, виміряну на рівні основи нігтя. Була навіть вимога обчислити середнє від вимірів маленької, звичайної і великої людини. Однак найстаріші документи, які збереглися, датовані початком XIV століття і, швидше за все, були змінені додаванням новіших даних.
У 1814 році Чарльз Батлер, вчитель математики у Cheam School, записав старе законне визначення дюйма як «три стиглих зерна ячменю високої якості, взятих з середини колоса, добре висушених і покладених кінець до кінця в ряд». За основу англійської системи вимірювань відстаней, величину, з якої виводилися всі інші одиниці, він взяв саме ячмінне зерно, а не дюйм. Джон Був'є у своєму юридичному словнику 1843 року також записав ячмінне зерно як базову величину. Батлер, однак, зауважив, що «оскільки довжина зерна ячменю не може бути фіксованою, визначення дюйма таким способом буде мінливим» і зазначив, що стандартна міра дюйма у його час зберігалася у камері казначейства в Гілдхолі і саме та міра була юридичним визначенням дюйма. На це також вказав Джордж Лонг (англ. George Long) у своїй Penny Cyclopædia 1842 року — стандартні міри перевершили визначення дюйма через ячмінне зерно і у випадку, якщо стандартна міра буде зіпсованою, доведеться зробити виміри великої кількості зерен ячменю з метою отримати середнє значення. Він зауважив, що навіть цей процес не відновить точно стандарт, оскільки внесе помилку від сотої до десятої частини дюйма у визначенні ярда.
До встановлення міжнародних ярда і фута використовувалися різні значення дюйма. У Великій Британії та країнах співдружності дюйм визначався у термінах Імперського стандартного ярда. Актом 1866 року Сполучені Штати Америки прийняли коефіцієнт перерахунку 1 метр = 39,37 дюйма.  У 1893 році наказом Меденхолла фізична реалізація дюйма була прив'язана до отриманих від Генеральної конференції мір і ваг міжнародних прототипів метра з номерами 21 і 27 з використанням прийнятого раніше коефіцієнта перерахунку.
У 1930 році Британський інститут стандартів прийняв значення дюйма 25,4 мм точно. Американська асоціація стандартів приєдналася до цього вибору 1933 року (до цього дюйм в США становив 1/39,37 метра, тобто приблизно 25,400051 мм). До 1935 року, наскільки відомо, промисловість 16 країн прийняла таке значення дюйма.
У 1946 році Науковий конгрес співдружності рекомендував прийняти на всій території Британської Співдружності значення ярда точно 0,9144 метра. Це було прийнято в Канаді 1951 року, у США — 1 липня 1959 року, в Австралії — 1961 року (чинне з 1 січня 1964 року) і у Великій Британії — 1963 року (чинне з 1 січня 1964 року). Нові стандарти дали дюйм рівно 25,4 мм, що на 1,7 мільйонних довше старого імперського дюйма і на 2 мільйонних коротше, ніж старий дюйм США.

## Типи

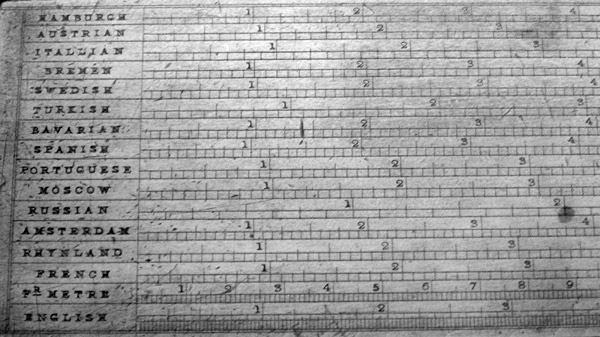
Конвертор між різними стандартами дюйма, середина 19-го сторіччя

- Англійський дюйм (англ. inch) = 25,3995 мм
- Віденський дюйм (нім. Zoll) = 26,3402 мм
- Польський дюйм (пол. cal) = 24,8 мм (т. зв. старопольський); 24,0 мм (новопольський, 1819—1848)
- Прусський дюйм (нім. Zoll) = 26,17 мм
- Рейнський дюйм (нім. Zoll) = 26,1541 мм
- Французький дюйм (фр. pouce) = 27,069 948 75 мм

## Термін в українській мові
- Дюйм — назва, що була запозичена з нідерландської. Слово duim походить від прагерманського þūmô («великий палець», «палюх»)[6][7].
- Цаль[8] (цоль[9]) — назва, запозичена з німецької мови[10].
- Палець[8] — староукраїнська назва.

## У культурі
- «Дюймовочка» (варіанти перекладу «Цалинка»[11][10], «Мізиночка»[12]) — казка Ганса Крістіана Андерсена. Оригінальна назва «Tommelise» утворена від дан. tomme — «великий палець», «дюйм».